# قبلة الإسكيمو

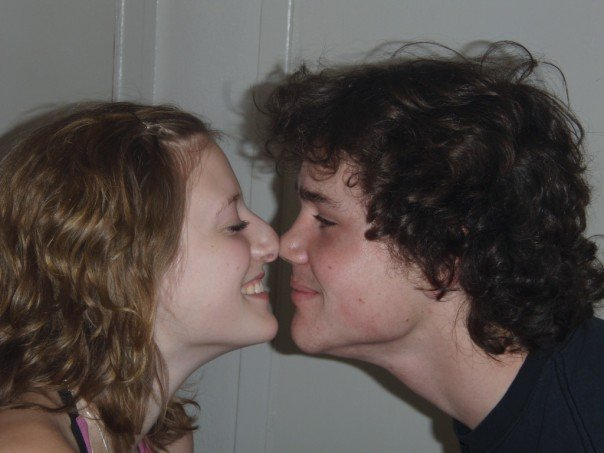
قبلة الإسكيمو.

قبلة الإسكيمو أو قبلة الأنف هي نوع من التعبير عن المشاعر حيث يقترب شخصان من بعضهما البعض ومن ثم يفركان أنوفهما معًا.
تستخدم شعوب أخرى ممارسات تحية مماثلة، ولا سيما الماوري في نيوزيلندا و الشعب الأصلي في هاواي، البدو المنغوليون في صحراء جوبي يمارسون ممارسات مماثلة، كذلك بعض ثقافات جنوب شرق آسيا، مثل البنغاليين، الخمير، شعب لاو، التايلانديين، الفيتناميين، شعوب تيمور الشرقية، شعب سافو وشعب سومبا.